# Revolución sudanesa (2018-2019)
La revolución sudanesa fue una serie de manifestaciones callejeras que comenzaron el 19 de diciembre de 2018 tras el fin a los subsidios al trigo y combustible decretado por Omar Hasán Ahmad al Bashir. Las cifras de fallecidos a causa de la represión por parte de las fuerzas de orden público varían entre 9 y 37 dependiendo de la fuente. Al Bashir calificó como «traidores» y «mercenarios» a los responsables de los «sabotajes» pretendidamente llevados a cabo durante las manifestaciones, que exigían la reversión de las medidas y que Al Bashir, jefe de Estado desde 1989, abandonara el cargo de presidente de la República de Sudán.
Las protestas continuaron con una desobediencia civil sostenida durante unos ocho meses, durante los cuales el golpe de Estado de 2019 depuso al presidente Omar al-Bashir el 11 de abril después de treinta años en el poder. El 3 de junio tuvo lugar la masacre de Jartum bajo el liderazgo del Consejo Militar de Transición (CMT) que sustituyó a Al Bashir, y en julio y agosto de 2019 el Consejo Militar de Transición y la alianza Fuerzas de la Libertad y el Cambio (FFC) firmaron un Acuerdo Político y un Proyecto de Declaración Constitucional en el que se definía legalmente una fase prevista de 39 meses de instituciones y procedimientos estatales de transición para devolver a Sudán a una democracia civil.
En agosto y septiembre de 2019, el CMT transfirió formalmente el poder ejecutivo a un jefe de Estado colectivo mixto militar-civil, el Consejo de Soberanía de Sudán, y a un primer ministro civil, Abdalla Hamdok, y a un gabinete mayoritariamente civil, mientras que el poder judicial se transfirió a Nemat Abdullah Khair, la primera mujer presidenta del Tribunal Supremo de Sudán.  Si bien se trata principalmente de este período de ocho meses, hay debates sobre la definición de la Revolución Sudanesa, que también puede interpretarse para incluir el período durante el mandato del primer ministro Hamdok, quien prometió que el período de transición llevaría a cabo "el programa" de la revolución.

## Antecedentes
En diciembre de 2018, comenzaron las grandes protestas en las calles de Jartum, la capital de Sudán, en oposición al aumento de los precios de los productos básicos, incluido el pan. Las protestas crecieron rápidamente y encontraron el apoyo de diferentes partidos de oposición. Los movimientos de mujeres y jóvenes también se unieron a las protestas.
El gobierno sudanés inició las medidas de austeridad recomendadas por el Fondo Monetario Internacional (FMI), incluida la devaluación de la moneda local, así como la eliminación de los subsidios al trigo y la electricidad. La economía de Sudán ha tenido problemas desde el ascenso de Omar al-Bashir al poder, pero se volvió cada vez más turbulenta después de la secesión de Sudán del Sur en 2011, que, hasta entonces, había representado una importante fuente de divisas, debido a su producción de petróleo. La devaluación de la libra sudanesa en octubre de 2018 dio lugar a tasas de cambio muy fluctuantes y una escasez de efectivo en circulación. Las largas colas para productos básicos como la gasolina, el pan y el efectivo de los cajeros automáticos son una vista común. Sudán tiene una inflación de alrededor del 70%, superada solo por Venezuela.
En agosto de 2018, el Partido del Congreso Nacional respaldó la candidatura presidencial de Omar Al-Bashir en 2020, a pesar de su creciente impopularidad y su declaración anterior de que no participaría en las próximas elecciones. Estas medidas llevaron a una creciente oposición dentro del partido que exige el respeto de la constitución, lo que actualmente impide que Al-Bashir sea reelegido. Los activistas sudaneses reaccionaron en las redes sociales y pidieron una campaña en contra de su nominación. Al-Bashir ha gobernado el país desde 1989. Llegó al poder dirigiendo un golpe de Estado contra el primer ministro electo, pero cada vez más impopular, Sadiq al-Mahdi. La Corte Penal Internacional (CPI) ha acusado a Al-Bashir de crímenes de guerra y crímenes de lesa humanidad en la región occidental de Darfur.

## Cronología de las protestas

### Diciembre de 2018
Las más recientes oleadas de protestas comenzaron el 19 de diciembre de 2018 en respuesta a la triplicación del precio del pan en Atbara, y luego se extendieron rápidamente a Port Sudan, Dongola y la capital, Jartum. Los manifestantes incendiaron la sede del partido nacional en Atbara y Dongola. Las autoridades utilizaron gas lacrimógeno, balas de goma y munición real para dispersar a los manifestantes, causando decenas de muertes y lesiones.  El ex primer ministro, Sadiq al-Mahdi, regresó al país el mismo día.
El 21 de diciembre, los principales proveedores de servicios del país redujeron el acceso a las redes sociales y la mensajería instantánea, y el observatorio de Internet NetBlocks y los voluntarios sudaneses recogieron pruebas de la instalación de "un extenso régimen de censura de Internet". Se emitieron toques de queda en todo Sudán, con escuelas y universidades cerradas en todo el país.

### Enero de 2019
Para el 7 de enero de 2019, más de 800 manifestantes antigubernamentales fueron arrestados y 19 personas, incluidos funcionarios de seguridad, fueron asesinadas durante las protestas.  El 9 de enero, miles de manifestantes se reunieron en la ciudad de El-Gadarif, en el sureste del país.
Las protestas organizadas por las Asociaciones de Profesionales Sudaneses llevaron a que un médico recibiera un disparo el 17 de enero y las denuncias de que los hospitales estaban siendo atacados por las fuerzas de seguridad.
Los antiguos aliados de Bashir, el Partido del Congreso Nacional, anunciaron que se retiraban del gobierno y más tarde pidieron una transferencia de poder a un gobierno de transición, lo que indica al menos que incluso en la clase dirigente había fatiga por el gobierno de Bashir.

### Febrero de 2019
La cobertura de los medios de las protestas fue estrictamente controlada por las fuerzas de seguridad. Al Tayyar comenzó a imprimir páginas en blanco para mostrar la cantidad de copias censuradas por el gobierno. Otros medios de comunicación han visto cómo el gobierno confiscaba toda su tirada. El servicio de seguridad (NISS) volvió a atacar las oficinas de Al Jarida, lo que ha llevado a este último a dejar de producir su versión impresa. Según The Listening Post, los videógrafos extranjeros en idioma árabe han sido especialmente atacados por el gobierno.
Una "fuente militar de alto rango" dijo a Middle East Eye que Salah Gosh, jefe de inteligencia sudanés, tenía el apoyo de los Emiratos Árabes Unidos, Arabia Saudita y Egipto para reemplazar a al-Bashir como presidente, citando sus conversaciones privadas con Yossi Cohen en la Conferencia de Seguridad de Múnich como prueba (15-17 de febrero).
El 22 de febrero, Bashir declaró el estado de emergencia nacional, el primero en veinte años, y "disolvió los gobiernos centrales y regionales". Al día siguiente designó a su sucesor elegido, Mohamed Tahir Ayala, como Primer Ministro y exjefe de inteligencia y actual Ministro de Defensa, Awad Mohamed Ahmed Ibn Auf, como primer vicepresidente. Su jefe de inteligencia también anunció que no buscaría la reelección en 2020 y dimitiría del jefe del Partido del Congreso Nacional. Ahmed Haroun, también buscado por la CPI por crímenes de guerra, reemplazó a Al-Bashir como líder del Partido del Congreso Nacional. Funcionarios de los servicios militares y de inteligencia fueron puestos a cargo de los gobiernos provinciales después de la disolución. 
Las fuerzas de seguridad irrumpieron en las universidades de Jartum y Ombdurman, y al parecer golpearon a los estudiantes con palos en Jartum el 24 de febrero. Al-Bashir decretó nuevas sentencias de 10 años de prisión y tribunales de emergencia el mismo día.

### Marzo de 2019
El 7 de marzo, se organizaron protestas para honrar a las mujeres por su papel principal en el levantamiento. "Ustedes mujeres, sean fuertes" y "Esta revolución es una revolución de mujeres" se cantaron consignas en varias protestas. El 8 de marzo, Omar al-Bashir ordenó que todas las mujeres que habían sido arrestadas por participar en manifestaciones antigubernamentales fueran liberadas. Los manifestantes nombraron un parque del barrio de Jartum (en Burri) por una de esas mujeres, que había sido condenada a 20 latigazos y un mes de prisión por un tribunal de emergencia, y luego liberada en apelación. La sentencia de flagelación, introducida por primera vez durante la colonización británica en 1925, tiene como objetivo desalentar a las mujeres sudanesas del activismo político. Según la Alianza de Abogados Demócratas, al menos 870 personas han sido juzgadas en los nuevos tribunales de emergencia.

### Abril de 2019
El 6 de abril, días después de que Abdelaziz Bouteflika se viera obligado a dimitir para apaciguar a los manifestantes argelinos, la Asociación de Profesionales Sudaneses convocó una marcha a la sede de las fuerzas armadas. Más de un millón de personas respondieron a la llamada. Según un manifestante, aparecieron divisiones entre las fuerzas de seguridad, que "intentaron atacar a los manifestantes que venían del norte", y los militares, que "tomaron el lado de los manifestantes y respondieron". En la mañana del 8 de abril, el ejército y la fuerza de reacción rápida de los servicios secretos se enfrentaron en el cuartel general de las fuerzas armadas en Jartum.
El 7 de abril, Sudán "sufrió un apagón total el domingo, apenas unas horas después de que un bloqueo de las redes sociales entró en vigor en todo el país". El 8 de abril, la Asociación de Profesionales Sudaneses emitió un comunicado de prensa que pide "la formación de un consejo compuesto por las fuerzas de DFC y las fuerzas revolucionarias colaboradoras, encargado de la vinculación con las fuerzas regulares del estado, así como con actores locales e internacionales". "Para finalizar el proceso de transición política y la entrega del poder a un gobierno civil de transición que goza del apoyo del pueblo y refleja las aspiraciones de las fuerzas revolucionarias".
Según el ministro del interior, hubo seis muertes, 57 heridos y 2500 arrestos en Jartum durante el fin de semana. La policía tenía órdenes de no intervenir. También el 8 de abril, un vídeo de una joven llamada Alaa Salah dirigiendo un canto musical de protesta a una multitud que estaba parada encima de un automóvil comenzó a circular en WhatsApp. Rápidamente, la imagen se volvió viral en línea y Salah se convirtió en un símbolo de las protestas en el país. También llamó la atención sobre la participación y el liderazgo de las mujeres en el movimiento de protesta.
El 11 de abril, Bashir fue destituido de la presidencia y puesto bajo arresto domiciliario por los militares. La Unión Europea y los Estados Unidos pidieron una reunión del Consejo de Seguridad de la ONU.
En la noche del 12 de abril, el jefe del Consejo Militar de Transición del Sudán, Awad Ibn Auf, anunció su dimisión tras intensas protestas. Ibn Auf dijo que había elegido al teniente general Abdelfatah al Burhan, inspector general del ejército, para sucederlo. Los manifestantes estaban "jubilosos" al escuchar este anuncio, ya que él fue uno de los generales que se acercó a los manifestantes durante la sentada.   
El 13 de abril comenzaron oficialmente las conversaciones entre el ejército y los manifestantes.  Esto se produjo después de que se anunciara que se había levantado el toque de queda impuesto por Auf y que se había emitido una orden para completar la liberación de las personas encarceladas en virtud de las leyes de emergencia emitidas por al-Bashir. También se anunció la renuncia del jefe de inteligencia y seguridad, Salah Gosh. Amnistía Internacional pidió a la coalición militar que investigara su papel en la muerte de manifestantes. 

### Mayo de 2019, huelga general
El día 28 de mayo de 2019, una huelga general de dos días fue convocada por la Alianza por la Libertad y el Cambio (ALC) para forzar al Consejo Militar Transitorio que gobierna el país desde el Golpe de Estado que derribo del poder a Omar al Bashir a transferir el poder a los civiles. Mientras tanto, el hombre fuerte de dicha junta, el general Abdel Fattah Abdelrahman Burhan, intensifica sus contactos con el mundo árabe para garantizarse su apoyo. En los últimos días ha visitado Egipto y Emiratos Árabes Unidos, que le han expresado todo su respaldo, así como Arabia Saudí.La huelga ha afectado a los servicios bancarios, médicos y al transporte, con conexiones aéreas en la capital Jartum y en el país.

### Junio de 2019, anuncio de elecciones

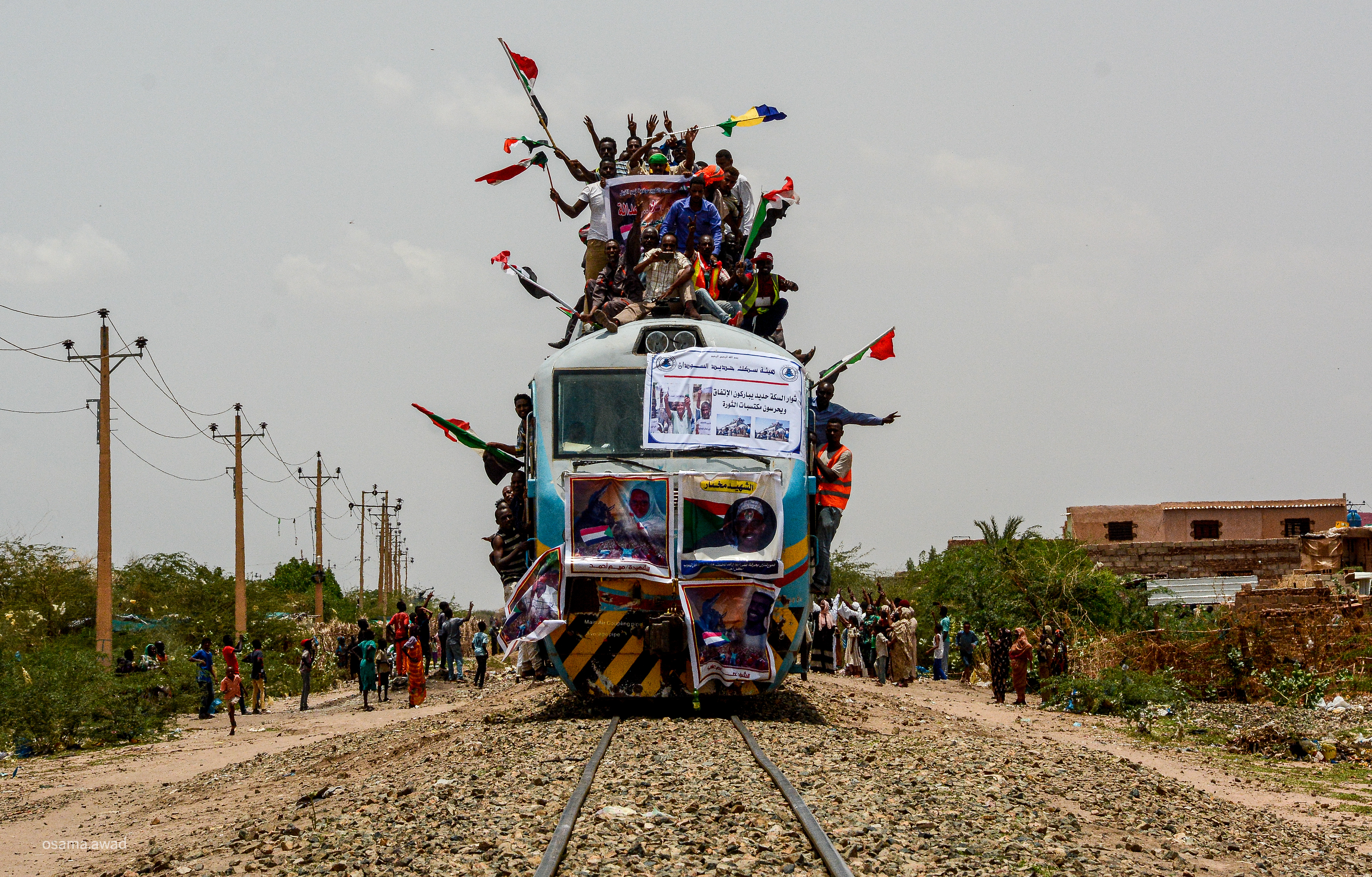
Manifestantes en el tren de Atbara a Jartum

El Consejo Militar Transitorio anuncio el llamado a elecciones en un periodo de 9 meses tras la matanza de 35 manifestantes al frente de la sede del Ministerio de Defensa en Jartum y la ruptura de acuerdos con sectores de la oposición sobre la transición. La comunidad internacional condenó estas acciones de represión de los militares sudanés que ha causado muertos y heridos.

#### Represión y muerte
Al menos 101 personas han muerto en las protestas en Sudán desde el día 3 de junio de 2019 cuando, por orden del Consejo Militar, empezó la dispersión por la fuerza de los manifestantes concentrados en el Ministerio de Defensa de Sudán El movimiento de protesta acusa a las RSF de ser responsables de la dispersión de los manifestantes que hacían una sentada, que dejó 60 muertos y centenares de heridos, según el último balance del Comité Central de Médicos. El Comité aseguró  que el número de muertos era mayor, pero que hasta ahora sólo se pudieron contabilizar los cadáveres llevados a los hospitales. Se señala que hay disturbios en la capital
En un discurso televisado del jefe de la junta militar sudanesa, Abdelfatah al Burhan, para lamentar los últimos episodios de violencia y anunciar la apertura de una investigación, por parte de la Fiscalía.
Ante este panorama, la oposición no aceptó la propuesta de la CMT de reanudar las negociaciones sin "restricciones". Un portavoz de los manifestantes dijo que, en cambio, continuarían su campaña a favor de la democracia para presionar a las fuerzas militares para entregar el poder a fuerzas civiles.

#### Retiro de personal de laONU
Naciones Unidas ordenó la evacuación de parte de su personal por el aumento de las protestas y la represión iniciada el 3 de junio

#### Suspensión de la Unión Africana
La Unión Africana (UA) suspendió  a Sudán como país miembro “con efecto inmediato” y hasta que se establezca “una autoridad de transición liderada por civiles”. El Consejo de Paz y Seguridad del organismo panafricano informó a través de su cuenta de Twitter que este país no podrá participar en ninguna actividad de la UA y que esta medida “es la única forma de permitir a Sudán salir de la crisis actual”.

#### Mediación de Etiopía
El primer ministro de Etiopía, Abiy Ahmed, arribó a Jartum, capital de Sudán, en busca de mediar entre los militares en el poder y los líderes del movimiento de protesta tras la brutal represión de manifestantes.

#### Arresto de Líderes opositores
Tres líderes de la oposición de Sudán fueron arrestados horas después de reunirse con el primer ministro de Etiopía, Abiy Ahmed, lo que supone un revés para el intento de mediación que el mandatario inició con su visita a Jartum el día 7 de junio para poner fin al tensa situación en opositores y el consejo militar posteriormente fueron liberados y expulsados a Sudán del Sur.

#### Llamado a la desobediencia civil
Las fuerzas de la oposición han llamado a la desobediencia civil de la población de Sudán desde el día 9 de junio de 2019 hasta que la junta militar transfiera el poder a nuevas autoridades civiles. Las calles de Jartum amanecieron vacías en respuesta a la campaña de desobediencia promovida por sectores de la ciudadanía que demandan un gobierno civil. La oposición asegura que es una victoria.Once murieron en Jartum en el primer día de la campaña de desobediencia civil convocada por la oposición contra el poder militar, tras la sangrienta represión de la sentada frente a la sede del ejército el 3 de junio.
El Consejo Militar de Transición (CMT) de Sudán reiteró su compromiso de lograr la transformación democrática del país. La junta militar aumentó la presencia militar en las calles.
La oposición sudanesa convocó el día 30 de junio de 2019 a decenas de miles de manifestantes movilizados en Jartum, capital del país, a caminar hasta el palacio presidencial, después de que la policía usó gases lacrimógenos contra la multitud.Los opositores multiplicaron las protestas este en varias ciudades, mientras que en el exterior se refuerzan las peticiones de prudencia para evitar una nueva masacre como la del inicio del mes.La manifestación  fue la mayor desde el 3 de junio, cuando los militares dispersaron un campamento ante el cuartel general del ejército, con un balance de decenas de muertos.

## Acuerdo
El Consejo Militar Transitorio que gobierna Sudán desde la caída del dictador Omar al Bashir y las fuerzas opositoras acordaron la creación de un Consejo Soberano que conducirá los destinos del país africano a unas elecciones durante un periodo de transición de tres años. Este órgano estará integrado por civiles y militares y su presidencia será alterna entre ellos, según anunció el mediador de la Unión Africana (UA), Mohamed El Hacen Lebatt. El acuerdo  incluye la apertura de una investigación “minuciosa, transparente, nacional e independiente” sobre los incidentes que causaron la Masacre de Jartum.